# Куркелинський сільський округ
Куркели́нський сільський округ (каз. Күркелі ауылдық округі, рос. Куркелинский сельский округ) — адміністративна одиниця у складі Баянаульського району Павлодарської області Казахстану. Адміністративний центр — село Жумат Шанін.
Населення — 902 особи (2021; 1385 у 2009, 2045 у 1999, 2593 у 1989).
Станом на 1989 рік існувала Южна сільська рада (села Актай, Більшовик, Жанибек, Желтау, Кизил-Шилік, Койтас, Сариолен, Южне), село Первомай перебувало у складі Жанатлецької сільської ради. Село Актай було ліквідовано 2004 року, села Жанибек, Кизилшилік, Сариолен — 2005 року, село Желтау — 2017 року.

## Склад
До складу округу входять такі населені пункти:
| Населений пункт   | Старі назви   | Населення, осіб (1989) | Населення, осіб (1999) | Населення, осіб (2009) | Населення, осіб (2021) |
| ----------------- | ------------- | ---------------------- | ---------------------- | ---------------------- | ---------------------- |
| Актай, село       | -             | 8                      | 7                      | -                      | -                      |
| Жанибек, село     | -             | 11                     | 6                      | -                      | -                      |
| Жарилгап, село    | Первомай      | 425                    | 306                    | 200                    | 138                    |
| Желтау, село      | -             | 166                    | 122                    | 21                     | -                      |
| Жумат Шанін, село | Южне, Куркелі | 1323                   | 1014                   | 861                    | 515                    |
| Кизилшилік, село  | Кизил-Шилік   | 19                     | 25                     | -                      | -                      |
| Койтас, село      | -             | 201                    | 155                    | 23                     | 85                     |
| Сариолен, село    | -             | 39                     | 50                     | -                      | -                      |
| Шоманколь, село   | Більшовик     | 401                    | 360                    | 280                    | 164                    |